# Citroën Junior Team
El Citroën Junior Team és l'equip filial de Citroën World Rally Team al Campionat Mundial de Ral·lis. L'equip es creà la temporada 2009 després de la retirada del campionat dels equips Subaru World Rally Team i Suzuki World Rally Team que posà en dubte la disputa del certàmen.
L'equip disputa els ral·lis amb un Citroën C4 i els seus pilots són Sébastien Ogier, Conrad Rautenbach i Evgeny Novikov, mentre que també hi han pres part puntualment Chris Atkinson i Petter Solberg.